# Jessie J
Jessica Ellen Cornish, přechýleně Cornishová, známá pod uměleckým pseudonymem Jessie J (* 27. března 1988, Londýn, Spojené království), je anglická zpěvačka a hudební skladatelka. Narodila se a vyrůstala v Londýně, kde také vystudovala BRIT School. Podepsala smlouvu s hudebním vydavatelstvím Sony/ATV Music Publishing, kde se prosadila jako textařka pro americké zpěváky Chrise Browna a Miley Cyrus.
Na konci roku 2010 vydala svůj debutový sólový singl „Do It Like a Dude“, který se v britské singlové hitparádě UK Singles Chart umístil na druhé příčce. Poté, co se její druhý singl „Price Tag“, vydaný v roce 2011, umístil v 19 zemích na prvních příčkách hitparád, vydala první album s názvem Who You Are. Ve Spojeném království se umístilo na druhé příčce. Později následovaly další singly „Nobody's Perfect“, „Who's Laughing Now“ a „Who You Are“, které se vždy umístily mezi 20 nejvýše postavenými singly ve Spojeném království. Šestý singl, píseň „Domino“, přinesl Jessie J velký mezinárodní úspěch, když se umístil v americké hitparádě Billboard Hot 100 na šestém místě. Jednalo se také o její druhou píseň, která vystoupala ve Spojeném království na první příčku singlové hitparády. V pořadí sedmý singl „LaserLight“ se ve Spojeném království umístil mezi deseti nejvýše postavenými singly. Jessie J se tak stala první zpěvačkou, jejichž šest songů z jednoho alba se dokázalo umístit mezi top 10 singly hitparády UK Singles Chart. V září 2013 vydala druhé studiové album Alive. Objevila se také jako porotkyně v britské pěvecké soutěži The Voice UK.
Hudba Jessie J je známá jako netradiční kombinace několika hudebních stylů. Ve svých písních kombinuje soulové vokály s contemporary R&B, pop music, synthpopem nebo hip hopovými beaty. Během kariéry získala za svůj přínos hudebnímu průmyslu řadu ocenění, například v roce 2011 cenu kritiků BRIT Awards. Stala se také vítězkou ocenění Sound of 2011 britské rozhlasové a televizní stanice BBC. Do dubna 2012 prodala po celém světě více než 11 milionů singlů a přes 2,5 milionů alb.

## Život a kariéra

### Dětství a mládí
Jessie J, vlastním jménem Jessica Ellen Cornishová, se narodila 27. března 1988 v londýnské čtvrti Chadwell Heath. Jejími rodiči jsou Rose Cornishová (rodným jménem Archerová) a Stephen Cornish. Navštěvovala školu Mayfield School v londýnském obvodě Redbridge. Později navštěvovala také Colin's Performing Arts School a v 11 letech byla obsazena do muzikálu Whistle Down the Wind (Pískej si do větru) britského hudebního skladatele Andrewa Lloyda Webbera. Později se stala členkou uměleckého uskupení National Youth Music Theatre a v roce 2002 se představila v jejich divadelní inscenaci The Late Sleepers. V 16 letech začala studovat na univerzitě BRIT School a od 17 let byla členkou dívčí hudební skupiny Soul Deep. Studium absolvovala společně se známými zpěvačkami Leonou Lewis a Adele. V 18 letech prodělala cévní mozkovou příhodu v důsledku Wolffova-Parkinsonova-Whiteova syndromu, vrozeného onemocnění, které jí bylo diagnostikováno v 11 letech. Jessie J má dvě sestry, o pět a o sedm let starší. Sama prohlásila, že nikdy nebyla v ničem tak dobrá, jako její sestry, které byly ve škole oblíbené. Rovněž prohlásila, že nikdy nehodnotila inteligenci na základě výsledků zkoušek. Uvedla také, že zpěv byl vždy její oblíbenou záležitostí.

### 2006–2010: Počátky hudební kariéry
Jessie J podepsala smlouvu poprvé s hudebním vydavatelstvím Gut Records, které ale zkrachovalo. Následně se prosadila jako textařka a hudební skladatelka u Sony ATV, kde podepsala také smlouvu. V roce 2008 se účastnila britského turné s názvem Bring Ya to the Brink americké zpěvačky Cyndi Lauper, kde po jejím boku vystoupila ve známém hitu „Girls Just Want to Have Fun“. Psala texty pro známé umělce jako Chrise Browna nebo Miley Cyrus. Sepsala také text k úspěšnému singlu „Party in the U.S.A.“ americké zpěvačky Miley Cyrus. Byla také součástí dívčí hudební skupiny Soul Deep, kterou opustila s tím, že tato spolupráce nepovede k žádnému úspěchu. Přes veřejné mínění, že se prosadila poprvé až na YouTube, podepsala první smlouvu čtyři roky předtím, než zveřejnila své první hudební video. Jako zpěvačka upoutala větší pozornost poprvé u vydavatelství Lava Records, kam poslal její producent ze Sony ATV, Rich Christina, odkaz na stránku Jessie J na komunitním webu Myspace. Ředitel vydavatelství Jason Flom chtěl s Jessie J podepsat smlouvu na vydání hudebního alba. O smlouvu projevilo zájem více vydavatelství, spolupracovníci Jessie J trvali na tom, aby podepsala nějakou smlouvu. Výkonný ředitel vydavatelství Lava Records, Harinder Lara, vynaložil v zimě 2008 vlastní úsilí, aby v Londýně vypátral Jessie J a nabídl ji smlouvu. Později podepsala smlouvu, která jí byla nabídnuta ve spolupráci hudebních vydavatelství Lava Records a Universal Republic Records.

### 2010–2012:Who You Are

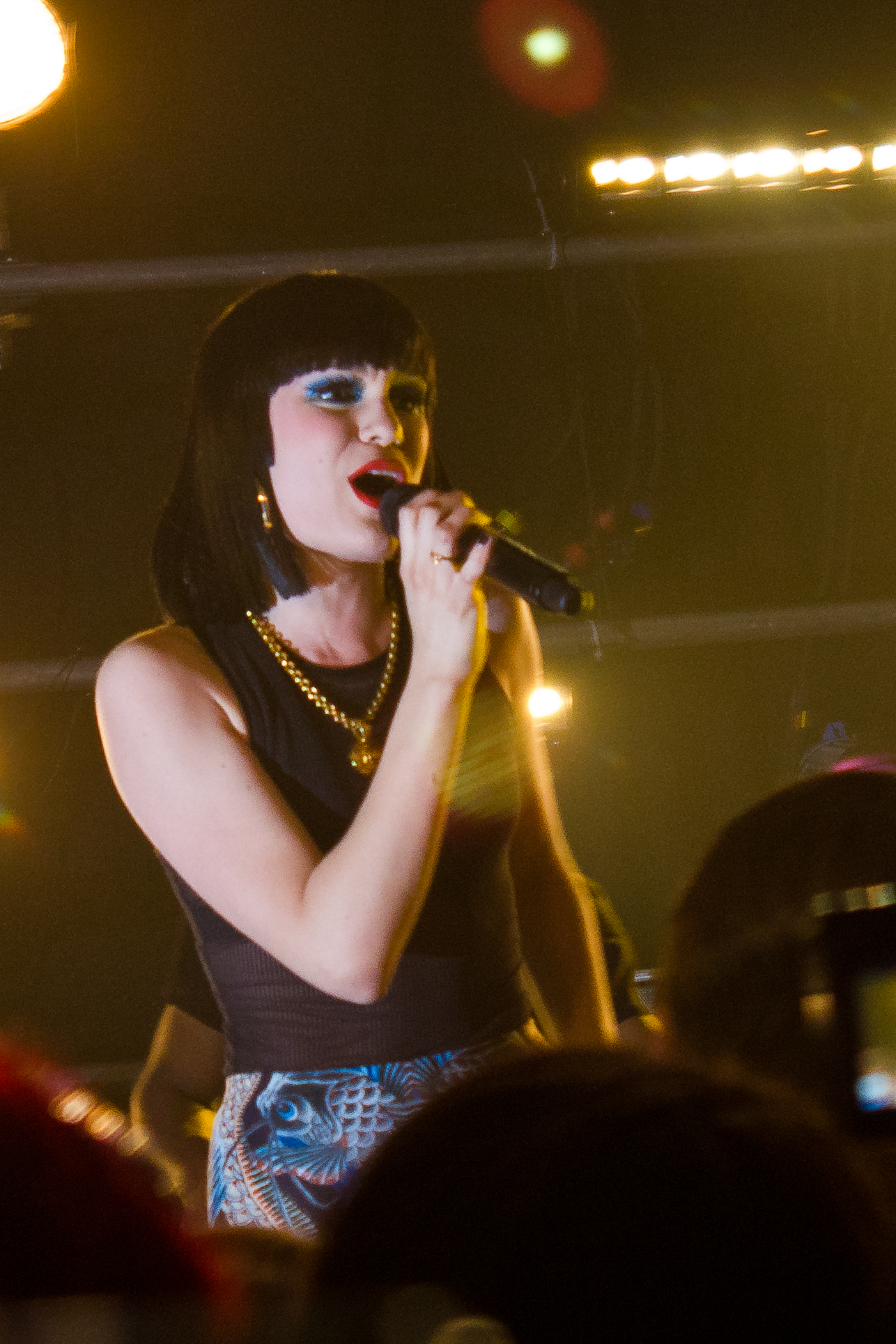
Jessie J na koncertě v New Yorku v roce 2011

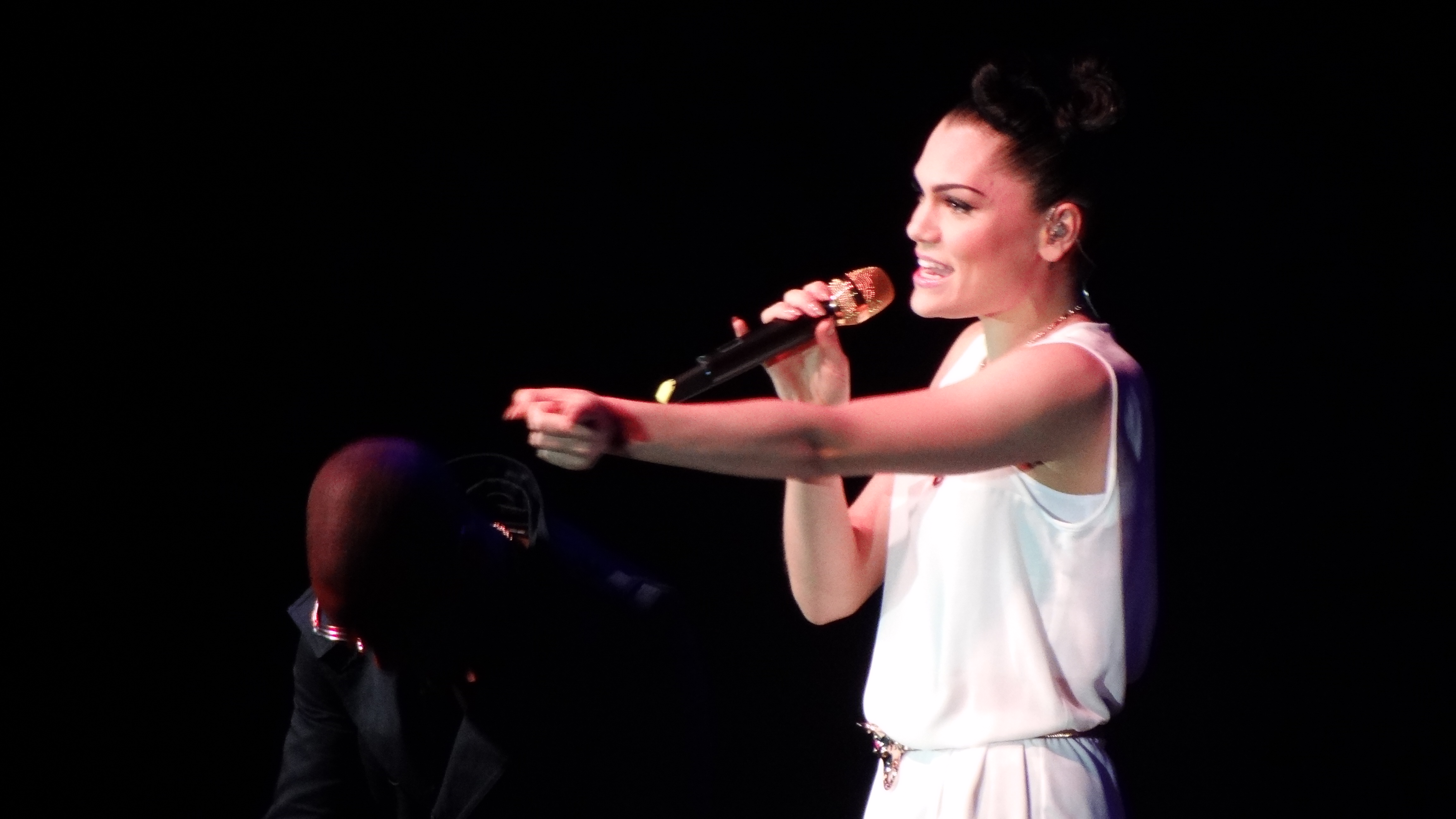
Jessie J v roce 2012

Jessie J začala své první debutové hudební album nahrávat v roce 2005, dokončeno bylo 19. ledna 2011. Součástí alba se stala také píseň „Big White Room“, kterou Jessie J napsala v 17 letech. Song vychází ze zkušenosti, kdy ji bylo 10 let a v nemocnici viděla umírat malého chlapce. O stejnojmenné titulní písni alba „Who You Are“ prohlásila, že se jedná o skladbu, na kterou je nejvíce hrdá. Také řekla, že píseň je pozitivním vzorem pro mladé lidi a o sobě prohlásila, že je napůl zpěvačka a napůl terapeutka. Na konci roku 2010 představila svůj první singl z alba, píseň „Do It Like a Dude“, kterou napsala ve spolupráci s Georgem Astasiem, TJ Normandinem, Jasonem Pebworthem, Jonem Shavem, Kylem Abrahamsem a Peterem Ighilem. Ve svých představách ji však Jessie J napsala s Rihannou, protože Rihannina píseň „Rude Boy“ byla vydána ve stejné době a Jessie J se jí částečně inspirovala. Poté zaslala píseň do vydavatelství Island Records a následně také spolupracovníkům Rihanny. Vydavatelství trvalo na tom, aby to byl první singl Jessie J. Zpěvačka si přála, aby mohla píseň zazpívat na stejném místě s Rihannou. Singl sklidil kladné ohlasy od hudebních kritiků. V britské hitparádě UK Singles Charts se umístil na druhém místě. Následující singl „Price Tag“ byl představen v lednu 2011. Píseň byla napsána ve spolupráci Jessie J, Dr. Luka, Clauda Kellyho a rapera B.o.B a umístila se na vrcholu hitparády UK Singles Charts. Ve Spojených státech byla představena 1. února 2011 a v singlové hitparádě Billboard Hot 100 skončila na 23. příčce. V hitparádě na Novém Zélandu se singl umístil na první příčce a v Irsku se stal nejúspěšnějším online videem Jessie J, které představila. Do října 2011 mělo video na YouTube a Vevu více než 148 milionů zhlédnutí a stalo se tak 22. nejsledovanějším videem v historii. 12. března 2011 se také poprvé objevila v televizním pořadu, když byla jako host pozvána do televizní show Saturday Night Live televizní stanice NBC.
Debutové album Jessie J s názvem Who You Are bylo představeno 28. února 2011. V hitparádách se poprvé objevilo 6. března a v britské hitparádě UK Albums Chart se vyšplhalo na druhou příčku. V řadě dalších zemí se umístilo v první desítce, zatímco ve Spojených státech skončilo na 11. místě. Poté, co bylo album vydáno, vyšel třetí singl Jessie J a to píseň „Nobody's Perfect“. Čtvrtým singlem alba se stala píseň „Who's Laughing Now“. Píseň „Domino“ se stala druhým singlem představeným ve Spojených státech. Zároveň se stala první písní Jessie J, která se ve Spojených státech umístila do desátého místa v žebříčku hitparády, když obsadila šesté místo. Song, který byl produkován Dr. Lukem, se v mainstreamových rozhlasových stanicích začal hrát 6. září 2011. Album Who You Are zaznamenalo ve Spojených státech úspěch a Jessie J se tak v roce 2011 stala předskokankou na turné California Dreams Tour americké popové hvězdy Katy Perry. Předtím se ještě musela zotavit ze zranění chodidla, které utrpěla během zkoušek. Jessie J se také stala domácí zpěvačkou na udílení cen 2011 MTV Video Music Awards, kde představila několik svých písní.
Jessie J spolupracovala také s Jamesem Morrisonem na songu „Up“, který je součástí jeho třetího studiového alba The Awakening. Píseň vyšla jako singl 4. prosince 2011. Svůj šestý singl představila 4. května 2012. Píseň „LaserLight“ nahrála ve spolupráci s Davidem Guettou. Po vydání ve Spojeném království se píseň umístila v hitparádě UK Singles Chart nejprve na 26. příčce dne 21. dubna 2012 a prodalo se 12 100 kopií. Následující týden se singl vyhoupl o 21 příček a zakončil na pátém místě, přičemž se prodalo 38 983 kopií. Jednalo se tak o šestý singl, který se umístil ve Spojeném království v první desítce nejvýše postavených songů a Jessie J se stala první britskou zpěvačkou, jejíž šest písní z jednoho alba se umístilo v nejlepší desítce. Někdy bývá srovnávána s hudebními umělci jako jsou Lady Gaga, Katy Perry nebo Michael Jackson, kteří dosáhli podobného úspěchu. Z hudebních skupin se obdobný rekord povedl chlapecké skupině Take That.
4. října 2011 bylo oznámeno, že Jessie J bude jednou z porotkyní televizní pěvecké soutěže The Voice UK, kterou vysílala televizní stanice BBC. O vysílání bylo rozhodnuto z důvodu úspěchu americké verze soutěže The Voice. V březnu 2012 soutěž premiérově odstartovala na kanálu BBC One. Uváděli ji moderátoři Holly Willoughby a Reggie Yates, zatímco v porotě zasedli kromě Jessie J také will.i.am (člen hudební skupiny The Black Eyed Peas), Tom Jones a Danny O'Donoghue (člen alternativní rockové skupiny The Script). První fáze soutěže se začala natáčet v londýnském televizním studiu BBC Television Centre 18. ledna 2012 a skončila 22. ledna. Vítěz soutěže získal 100 tisíc liber a uzavřel nahrávací smlouvu s hudebním vydavatelstvím Universal Republic. Všichni čtyři členové poroty rovněž nazpívali coververzi písně „I Gotta Feeling“ skupiny The Black Eyed Peas a vydali hudební video k propagaci soutěže.

### 2012–2013:Alive
31. ledna 2012 oznámila Jessie J, že začala pracovat na druhém studiovém albu, které by mělo vyjít během roku 2013. Také uvedla, že by chtěla spolupracovat s mnoha dalšími umělci, případně také s kolegy z poroty ze soutěže The Voice UK. Podle příspěvků na Twitteru spolupracovala Jessie J ve studiu s Cee Lo Greenem. Podle dalších informací z Twitteru nahrávala také se zpěvačkou Diane Warren a opět spolupracovala také s textařem Claudem Kellym, který pro ni napsal úspěšnou píseň „Price Tag“. Jessie J také oznámila, že v březnu 2013 započne její halové koncertní turné Nice to Meet You Tour. V červnu 2012 na koncertě diamantového výročí královny Alžběty II. v Londýně zazpívala píseň „I Gotta Feeling“ společně s will.i.amem. Poté zazpívala také svůj mezinárodní hit „Domino“. 12. srpna 2012 zazpívala společně s Tiniem Tempahem a Taiem Cruzem songy „Price Tag“, „Written in the Stars“, „Dynamite“ a „You Should Be Dancing“ a píseň „We Will Rock You“ s hudební skupinou Queen na závěrečném ceremoniálu k Letním olympijským hrám 2012.
4. března 2013 představila Jessie J na svém kanálu na YouTube video, v němž poodhaluje, že seznam skladeb z druhého alba je již hotov. Následně se stala znova porotkyní v druhé řade soutěže The Voice UK, kde zazpívala svou píseň „Do It Like a Dude“ společně s jedním ze soutěžících. 16. května 2013 zazpívala společně se soutěžící Angie Miller píseň „Domino“ ve finále dvanácté řady pěvecké soutěže American Idol. O deset dnů později, 26. května 2013, představila na iTunes svůj první singl z druhého alba, píseň „Wild“, kterou nahrála ve spolupráci s Dizzee Rascalem a Big Seanem. 1. června 2013 vystoupila na stadioně Twickenham Stadium na koncertě Chime for Change společně s dalšími hudebníky jako jsou Rita Ora, Ellie Goulding, Florence and the Machine, Jennifer Lopez nebo Beyoncé Knowles. 5. srpna 2013 se v rozhlasových stanicích začal hrát její druhý singl „It's My Party“, který byl oficiálně představen 15. září. 12. srpna se v premiéře objevila další píseň „Excuse My Rude“, na které spolupracovala společně s Becky G. V srpnu 2013 se rovněž objevila její píseň „Sexy Lady“ v televizní reklamě společnosti Boots.
V červenci 2013 se vzdala místa porotkyně ve třetí sérii pěvecké soutěže The Voice UK a jako důvod uvedla, že cítí potřebu podpořit turné pro její druhé studiové album.
Jessie J oznámila 17. srpna, že vydá druhé studiové album Alive 23. září pro Spojené království a následující den pro zbytek světa.

### Od roku 2014:Sweet Talker
Po nepříliš velkém úspěchu alba Alive (v porovnání s debutovým albem) začala Jessie J pracovat na novém třetím studiovém albu. Momenty z nahrávání tj. videa sdílí s fanoušky na svém oficiálním účtu na instagramu. Mezi fanoušky se dlouze spekulovalo, zda se bude jednat o regulérní třetí album nebo pouze o re-edici alba Alive pro americký trh. Spekulace Jessie J ukončila zveřejněním tagu #jessiejalbum3.
Během vystoupení v Madridu v aréně Palacio Vistalegre Jessie J zazpívala tři nové písně „Sweet Talker“, „Ain't Been Done“, „Keep Us Together“ a už předtím známou „You Don't Really Know Me“.
21. srpna 2014 Jessie J zveřejnila přebal nového alba, které nese název Sweet Talker (po jedné z písní). Stejný den bylo album uveřejněno k předprodeji na iTunes, kde byl uveřejněn také oficiální seznam skladeb.
První singl z alba „Bang Bang“ vznikl ve spolupráci s Arianou Grande a Nicki Minaj a vyšel 29. července 2014 ve Spojených státech a 21. září 2014 ve Spojeném království. První živé vystoupení proběhlo při udělování cen MTV 24. srpna 2014. Ve stejný den vyšel i videoklip.
Album vyšlo 13. října 2014 ve Spojeném království a o den později ve zbytku světa.

## Zpěv a vystupování

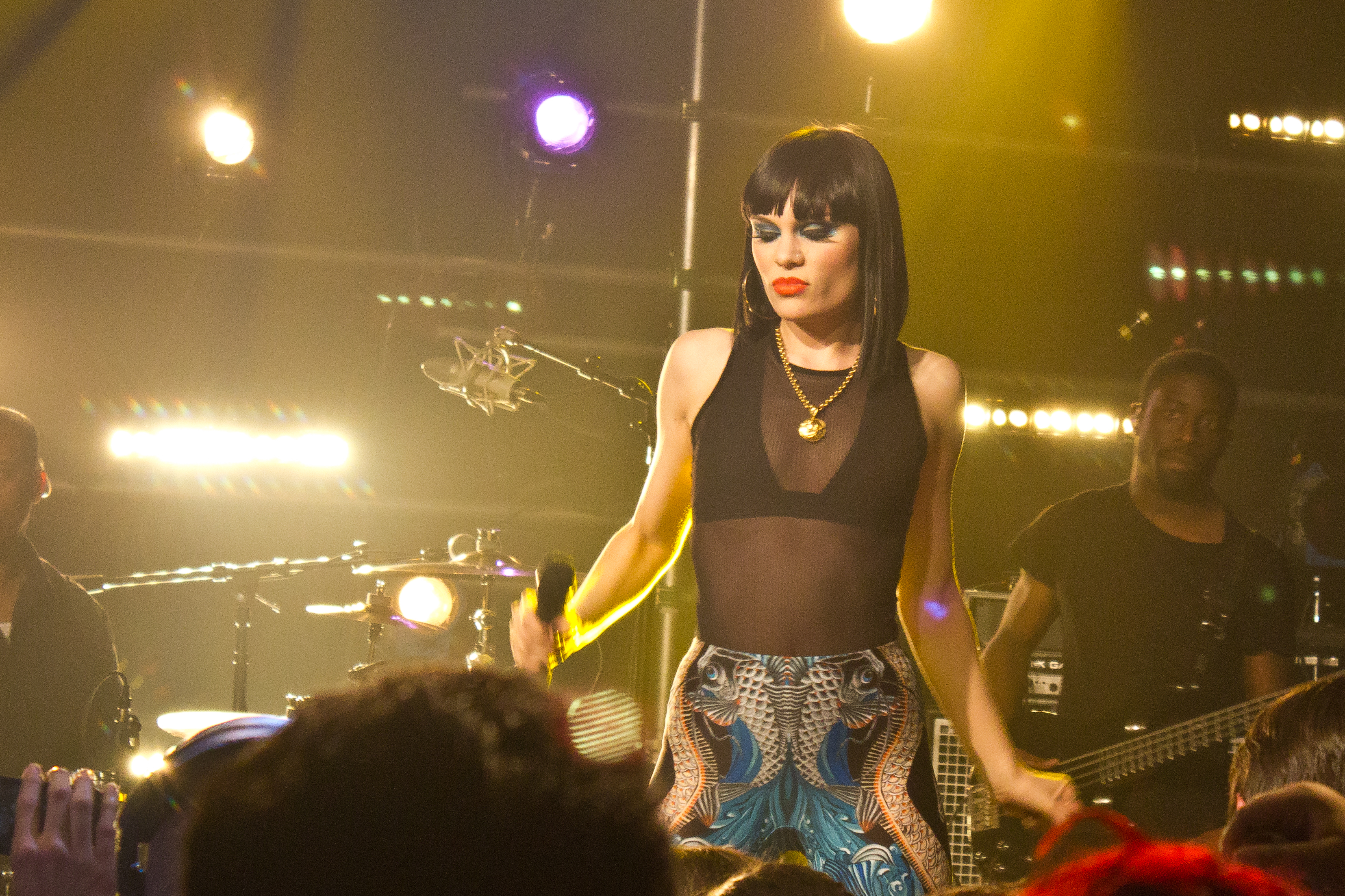
Jessie J na koncertě v roce 2011

Ačkoliv byla Jessie J zpočátku považována za soulovou zpěvačku, její tvorba je orientována na hudební žánry jako R&B a pop music s vlivy hip hopu. Hudební kritik Matthew Perpetua z internetového hudebního deníku Pitchfork Media srovnal ve své recenzi hudbu Jessie J a jejích vrstevnic Adele a Amy Winehouse. Napsal, že jak Adele, tak Amy Winehouse mají silné hlasy a jejich hudba zapadá do estetických představ a je interpretována s hloubkou a lidskostí, což podle něj ve zpěvu Jessie J chybí. Také dodal, že její představa, jak využít svůj hudební dar, je „řvát“ hudební melisma jako v písni „Mamma Knows Best“, což přirovnal k hudbě Christiny Aguilery. Frank Richardson z webového portálu Metacritic označil hlas Jessie J definitivně za mezzosoprán, což je podle něj snadné zjistit při poslechu hitů „Mamma Knows Best“ a „Who You Are“.
Ailbhe Maloneová z hudebního časopisu NME uznala, že hlas Jessie J je také silný, ale v jejích písních může dojít ke krizi identity, která může být způsobena hudební minulostí Jessie J. Některé její písně se hlasově podle Maloneové podobají jiným hudebníkům: v písni „Do It Like a Dude“ ji připodobňuje k Rihanně, v písni „Abracadabra“ ke Katy Perry, v songu „Mamma Knows Best“ k Pixie Lott nebo v songu „Big White Room“ k Ellie Goulding. Caroline Sullivanová z deníku The Guardian uvedla, že pokud má někdo z britských hudebních hvězd potenciál vyrovnat se Katy Perry nebo Pink, je to právě Jessie J, která by mohla dosáhnout podobných úspěchů v prodeji vlastních hudebních alb. Její písně jsou podle ní produkovány s myšlenkou, že peníze si nelze koupit. I přes srovnávání s Katy Perry uvedla Jessie J, že jí slouží hudba Katy Perry jako inspirace a je obdivovatelkou její pracovní morálky. Hudební kritik Adam Markovitz z amerického týdeníku Entertainment Weekly napsal, že 23letá Britka má všechny nástroje – od velkolepého hlasu po kruhy v uších. Zpěvačce Miley Cyrus napsala text k písni „Party in the U.S.A.“ a maniakální osobnost podle něj kombinuje části hudebníků Katy Perry, Kristin Chenoweth a Alice Coopera.
Jessie J označuje své fanoušky jako „Heartbeat“ (srdeční tep). Prohlásila, že jsou úžasní a je to pro jediný důvod, proč je tady (na udílení cen MTV Video Music Awards 2011) a lidé vědí, kdo je. Fanoušci ji podle vlastních slov podporují, kupují si její singly a alba, stojí před hotely, navštěvují její vystoupení, tetují si její texty na kůži a nosí stejný účes jako ona. Uvedla, že své fanoušky miluje, a proto je označuje jako „Heartbeat“.

## Osobní život

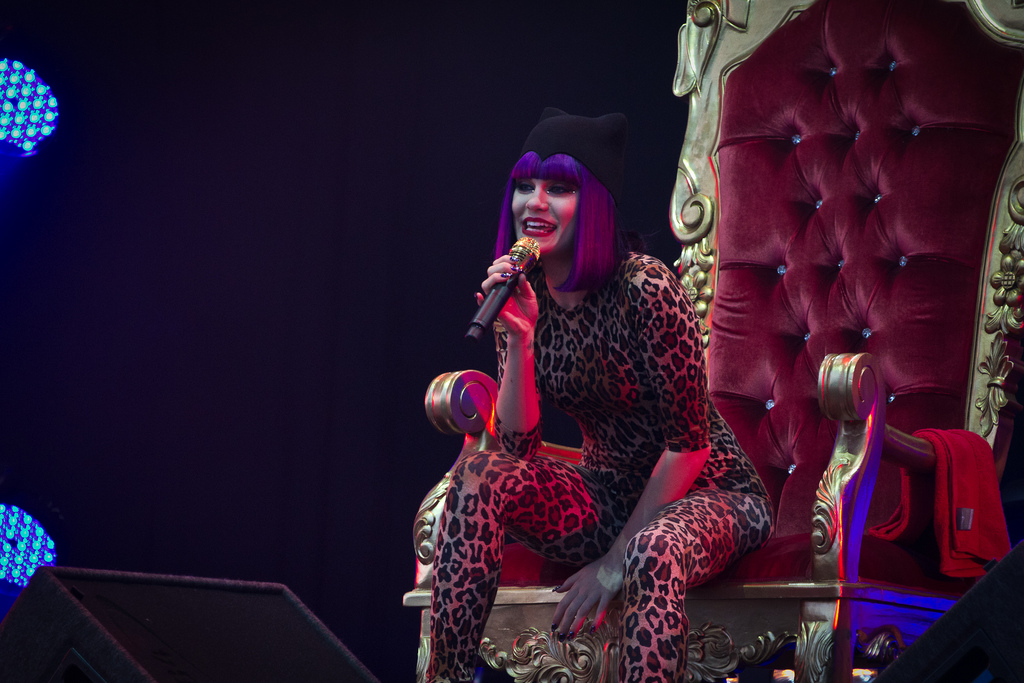
Jessie J na festivalu The Big Chill, kde vystupovala s poraněnou nohou

Na počátku roku 2011 utrpěla Jessie J při koncertě panický záchvat, protože musela zpívat ve tmě. Britskému týdeníku NOW prozradila, že noc byla nazvána „Black Out“ a ona musela zpívat v naprosté tmě. Požádala pořadatele, aby rozsvítili, ale oni ji nevyhověli. Ze tmy tak dostala panický záchvat a podle jejích vlastních slov to bylo hrozné.
V rozhlasovém pořadu In Demand Jessie J 3. března 2011 přiznala, že je bisexuální orientace. V rozhovoru uvedla, že měla vztah jak s muži, tak také s ženami. Podle listu The Guardian je sexualita Jessie J přínosná pro teenagery, zejména pro mladé dívky, které si nejsou jisté svou sexualitou a orientací.
12. června 2011 si Jessie J při zkouškách přetrhla šlachy na chodidle a následující den vystoupila na festivalu Capital Radio Summertime Ball. 25. června vystoupila znova na Glastonbury Festival 2011, a to navzdory tomu, že podle lékaře měla její léčba trvat šest týdnů. Zpěvačka měla během léta naplánováno vystoupit na několika dalších festivalech, ale 1. července oznámila, že kvůli zranění nevystoupí. 30. června 2011 vydala její nahrávací společnost oficiální prohlášení, že má Jessie J přísný zákaz vystupovat a musí se zcela uzdravit a zotavit. Na koncertní turné se vrátila znova až na konci srpna. Při udílení cen MTV Video Music Awards 2011 měla nohu stále v sádře.
2. srpna 2012 potvrdila Jessie J, že si nechá vyholit hlavu pro charitativní účely. 15. března 2013 vystoupila na koncertě charitativní organizace Comic Relief s vyholenou hlavou. Koncert vydělal pro charitativní účely 75 milionů liber.
Podle médií je fanynkou anglického fotbalového klubu Tottenham Hotspur FC.

## Diskografie
- Who You Are (studiové album, 2011)
- Alive (studiové album, 2013)
- Sweet Talker (studiové album, 2014)
- R.O.S.E. (studiové album, 2018)
- This Christmas Day (studiové album, 2018)

## Koncertní turné
- Tangled Up Tour (turné skupiny Girls Aloud, 2008)
- Stand Up Tour (2011)
- Heartbeat Tour (2011–2012)
- Nice to Meet You Tour (2013)